# Leo Caerts
Leonardus Caerts (15 februari 1931), beter bekend als Leo Caerts, is een Belgische producer en liedjesschrijver.

## Levensloop
In zijn jeugd was hij woonachtig in het dorp Heppen, waar hij aanvankelijk metser was. Hij werd door vrienden en familie Nar genoemd (afgeleid van Leonard). Hij speelde accordeon en piano en gaf les in trombone. Later richtte hij zijn eerste orkestje The Carina's op. Na enkele muzikale omzwervingen werd hij orkestleider van het Will Tura-orkest.
Wanneer Will Tura in 1968 het door Leo Caerts (& Nelly Byl) geschreven nummer Viva El Amor vertolkt, nam zijn carrière als liedjesschrijver een aanvang. In zijn beginperiode schreef hij voorts ook In Arizona ('69) voor Peggy, Hoor de Fanfare ('69) voor Rita Deneve en Costa Rica ('70) voor Marva.
Zijn grootste succes (samen met Leo Rozenstraten) werd Eviva España, waarvan meer dan 40 miljoen exemplaren verkocht werden, gebracht door meer dan 400 verschillende uitvoerders, onder wie Samantha, Imca Marina, James Last, Sylvia Vrethammar, Black Lace, De Sjonnies en Sha-Na. Een van de opmerkelijkste uitvoeringen is de parodie van Judge Dread Y Viva Suspendors uit 1976.
Andere bekende artiesten voor wie hij schreef waren onder andere David Vandyck, The Championettes, Jo Vally en Rocco Granata. Tevens was hij de producer van de eerste twee albums van de punkgroep The Kids.
Hij had een muziekwinkel in Tessenderlo en later in Leuven.

## Selectieve discografie
Een greep uit het oeuvre van liedjes waarvoor Leo Caerts de muziek en/of de tekst schreef en/of de producer van was:
- Trea Dobbs - Viva El Amor ('68)
- Will Tura - Viva El Amor ('68)
- Peggy - In Arizona ('69)
- Rita Deneve - Hoor de Fanfare ('69)
- Will Tura - Moederogen ('69)
- Will Tura - Viva El Amor (Engels) ('69)
- Marva - Costa Rica ('70)
- Samantha - Vergeef het Mij ('70)
- Samantha - Eviva España ('71)
- Die Travellers - Nie Wieder nach Spanien ('72)
- Hanna Aroni - Eviva España ('72)
- Imca Marina - Viva España ('72)
- Imca Marina - Viva España ('72) (Duits)
- Imca Marina - Viva España ('72) (Spaans)
- Samantha - Nuestra Historia ('72)
- Samantha Y Viva España ('72)
- The Hiltonaires - Viva España (72)
- Evita Ramirez - Y Viva Espagña ('73)
- James Last - medley Komm mit nach Madeira / Valencia / Eviva España ('73)
- Los Tremendos - Viva España ('73)
- Samantha - Oh Suzanna! (73)
- Sylvia Vrethammar - Y Viva España (73)
- Fischer Chöre - Eviva España ('74)
- Manuel & His Music of the Mountains - Y Viva España ('73)
- Imca Marina - De Zon in Odessa ('75)
- Samantha - Lieve Blauwe Zwaluw ('75)
- Will Tura - Mon Amour à Moi ('75)
- Judge Dread - Y Viva Suspenders ('76)
- Marva - Wek Me met een Kus (76)
- Marva - Heimwee naar Jou ('78)
- Chris Barrow - Boppin' Oldie Time ('81)
- Orchester Anthony Ventura - medley Eviva España / Adieu, mein kleiner Gardeoffizier (82)
- Alex Andry - Aerobic ('83)
- B Rodgers - Love Me, My Love ('83)
- Alex Andry - Waarheen je ook Gaat ('84)
- Michael Ravin - Oochie Coochie (84)
- Black Lace - Y Viva España ('85)
- De Sjonnies - E Viva España ('92)
- James Last - Viva España (92)
- The Championettes - Vlaamse Medley ('94)
- Heroes De La Fiesta - Eviva España ('95)
- Sha-Na - Eviva España! ('96)
- Sisina Lugares - Y viva España (2001)
- Jo Vally - Had Ik Nu Maar Vleugels ('04)
- Die Matterhorns - Eviva España ('05)
- Patrick Lindner - Eviva España ('09)
- Peter Wackel - Elvira Ist Schwanger ('10)
- David Vandyck - Met Heel Mijn Hart ('11)
- The Sunsets - medley Mexico / Eviva España ('11)
- De Pitaboys ft Sha-Na - Eviva España ('12)

- Biblioteca Nacional de España: XX871798
- International Standard Name Identifier: 0000 0000 7730 410X
- Library of Congress Control Number: no2017088931
- MusicBrainz: 0fc501cc-4624-4b3e-b30a-d6d6c7f27c1a
- Virtual International Authority File: 87727301
- WorldCat: E39PBJhxrVQg7qpR67KGyWtR8C